# RG-42
La RG-42 era una bomba a mano a frammentazione sovietica originariamente introdotta durante la seconda guerra mondiale come misura di emergenza, restando in uso in URSS e nei suoi alleati del Patto di Varsavia nel periodo post-bellico.
La RG-42 conteneva circa 200 grammi di carica esplosiva (TNT) in una carcassa cilindrica. La granata poteva essere lanciata a circa 35-40 metri di distanza e il raggio di esplosione effettiva era di circa 10 metri. Utilizzava la spoletta 3.2-4 UZRGM, utilizzata anche nelle RGD-5, RG-41 e nelle granate F1.